# Équipe cycliste CJ O'Shea Racing
CJ O'Shea Racing est une équipe cycliste féminine basée au Royaume-Uni. Fondée en 2017, elle est enregistrée auprès de l'UCI en 2021 et elle évolue depuis au niveau continental.

## Histoire de l'équipe
Fondée à l'origine pour accompagner les coureuses juniors du sud-est de l'Angleterre, l'équipe monte peu à peu une équipe senior. En 2021, elle intègre le circuit UCI Continental sous le nom d'Awol O'Shea.
Pour la saison 2024, elle change de sponsoring et devient Doltcini O'Shea.
L'équipe s'engage auprès du mouvement pour un cyclisme crédible en février 2024.
Pour la saison 2025, elle change à nouveau de nom, au profit de AC O'Shea Racing, mais est finalement enregistrée sous le nom CJ O'Shea Racing auprès de l'UCI.

## Classements UCI
Ce tableau présente les places de l'équipe AC O'Shea Racing au classement de l'Union cycliste internationale en fin de saison, ainsi que ses meilleures coureuses au classement individuel.
| Classement UCI | Classement UCI         | Classement UCI                              | Classement UCI |
| Année          | Classement par équipes | Meilleure coureuse au classement individuel |                |
| -------------- | ---------------------- | ------------------------------------------- | -------------- |
| 2021           | 59e                    | Alana Forster (758e)                        |                |
| 2022           | 58e                    | Emily Meakin (610e)                         |                |
| 2023           | 62e                    | Kelly Murphy (748e)                         |                |
| 2024           | -                      | Adar Shriki (322e)                          |                |
|                |                        |                                             |                |
| Source : UCI   |                        |                                             |                |

Elle peut être invitée à participer à certaines épreuves de l'UCI World Tour féminin.
| UCI World Tour | UCI World Tour         | UCI World Tour                              | UCI World Tour |
| Année          | Classement par équipes | Meilleure coureuse au classement individuel |                |
| -------------- | ---------------------- | ------------------------------------------- | -------------- |
| 2024           | -                      | Jessica Finney (291e)                       |                |
|                |                        |                                             |                |
| Source : UCI   |                        |                                             |                |

## Principales victoires
Cyclisme sur route
- Championnats d'Irlande : 1
  - Contre-la-montre : 2023 (Kelly Murphy)

Cyclisme sur piste
- Championnats d'Irlande : 1
  - Course scratch : 2021 (Autumn Collins)

## AC O'Shea Racing en 2025

### Effectif
| Effectif 2025            | Effectif 2025     | Effectif 2025       | Effectif 2025                                   |
| Cycliste                 | Date de naissance | Pays                | Équipe précédente                               |
| ------------------------ | ----------------- | ------------------- | ----------------------------------------------- |
| Isabel Darvill           | 17 novembre 2000  | Royaume-Uni         |                                                 |
| Camille Devigne          | 15 décembre 2002  | France              | Team Féminin Hauts-de-France (2023)             |
| Isabella Escalera        | 1 juillet 2003    | Espagne             | Torelli-AppMazed-GSG (2024)                     |
| Emilie Fortin            | 21 mai 1999       | Canada              | Cynisca Cycling (2024)                          |
| S'annara Grove           | 11 décembre 1993  | Afrique du Sud      | Torelli (2023)                                  |
| Tilde Hammarström        | 26 mai 1999       | Suède               |                                                 |
| Connie Hayes             | 27 octobre 2000   | Royaume-Uni         |                                                 |
| Sophie Holmes            | 17 mars 2025      | Royaume-Uni         |                                                 |
| Frøya Knox               | 22 octobre 2004   | Norvège             |                                                 |
| Ida Krickau Ketelsen     | 15 juin 2006      | Royaume du Danemark | Team Rytger Carl Ras (2024)                     |
| Isabel Mayes             | 15 juillet 2006   | Royaume-Uni         |                                                 |
| Matilda McKibben         | 18 avril 2005     | Royaume-Uni         |                                                 |
| Cindy Pomares            | 28 novembre 1990  | France              | Emotional.FR-Tornatech-GSC Blagnac VS 31 (2022) |
| Katie Scott              | 20 avril 2001     | Royaume-Uni         |                                                 |
| Yilla Threels            | 29 avril 2004     | Pays-Bas            |                                                 |
| Ella Wahlström           | 9 juillet 2005    | Suède               |                                                 |
| Sannah Zaman             | 9 décembre 2003   | Royaume-Uni         | DAS-Hutchinson-Brother UK (2024)                |
|                          |                   |                     |                                                 |
| Source : ProCyclingStats |                   |                     |                                                 |

### Victoires
| Victoires | Victoires | Victoires | Victoires | Victoires | Victoires |
| Date      | Course    | Pays      | Classe    | Vainqueur |           |
| --------- | --------- | --------- | --------- | --------- | --------- |